# Андреас Мелер
Андреас Мелер (2. септембар 1967, Франкфурт на Мајни) је бивши немачки фудбалер, који је играо на позицији везног играча. Тренутно је на челу омладинског погона Ајнтрахта из Франкфурта.

## Клупска каријера
Мелер је почео сениорску каријеру у Анјнтрахту из родног Франкфурта, да би 1988. године прешао у Борусију Дортмунд. У свом првом игрању за Борусију, освојио је Куп Немачке сезоне 1988/89. Године 1990. враћа се у Ајнтрахт, да би 1992. прешао у Јувентус, са којим је освојио Куп УЕФА 1992/93. победивши у финалу бивши клуб Борусију. У финалу је у двомечу против Борусије постигао гол и забележио 3 асистенције, у победама 3:1 и 3:0. Враћа се у Дортмунд 1994. и са Борусијом осваја 2 Бундеслиге у сезони 1994/95. и 1995/96. Са Борусијом осваја и Лигу шампиона сезоне 1996/97. и овога пута игравши против свог бившег клуба Јувентуса, где је Борусија победила 3:1. У том финалу је Мелер забележио 2 асистенције. Касније је са Борусијом освојио и Интерконтинентални куп, где је био играч утакмице у победи против Крузеира. Након Борусије, 2000. прелази у Шалке, са којим осваја 2 Купа Немачке, а онда је 2003. по трећи пут заиграо за Ајнтрахт из Франкфурта, где је и завршио каријеру.

## Репрезентативна каријера
Мелер је за репрезентацију Немачке одиграо 85 утакмица и постигао 29 голова, притом је учествовао на 5 великих такмичења, од чега је освојио Светско првенство 1990. и Европско првенство 1996. Занимљиво је да није играо ни у једном од финала та два такмичења када је Немачка освојила титулу. На Светском првенству 1990. је мало играо, па у финалу није био ни замена, а на Европском првенству 1996. је стандардно играо, али је кажњен због прославе гола након пенала против Енглеске у полуфиналу, где је имитирао Пола Гаскојна.

## Трофеји
Борусија Дортмунд
- Бундеслига: 1994/95, 1995/96
- Куп Немачке: 1988/89
- Суперкуп Немачке: 1995, 1996
- УЕФА Лига шампиона: 1996/97
- Интерконтинентални куп: 1997

Јувентус
- Куп УЕФА: 1992/93

Шалке 04
- Куп Немачке: 2000/01, 2001/02

Немачка
- Светско првенство: 1990
- Европско првенство: 1996